# Hogna labrea
Hogna labrea este o specie de păianjeni din genul Hogna, familia Lycosidae. A fost descrisă pentru prima dată de Chamberlin și Ivie în anul 1942. Conform Catalogue of Life specia Hogna labrea nu are subspecii cunoscute.